# Loperamide
Loperamide is een medicijn dat wordt gebruikt tegen diarree. Bekende merken zijn Imodium en Diacure.
Dit opiaatderivaat bezet de opiaatreceptor in de darm waardoor onder meer de peristaltische bewegingen van de darm verminderen. Loperamide verhoogt ook de spiertonus van de dunne darm en de colon waardoor (zeer dunne) ontlasting makkelijker opgehouden kan worden. Omdat de peristaltiek vermindert stopt niet alleen de diarree, maar ook de verdere spijsvertering. Loperamide geneest de oorzaak voor de diarree niet. In het algemeen is er geen behandeling van diarree nodig; het middel moet daarom alleen worden gebruikt als er een noodzaak voor is. Diarree als gevolg van bepaalde vergiftigingen of invasieve organismen zijn belangrijke contra-indicaties. Ook bij kinderen jonger dan 2 jaar wordt het middel niet meer toegepast. Bij kinderen tussen 2 en 8 jaar moet het gebruik van loperamide worden gecombineerd met een oraal rehydratiemiddel (ORS).
De bijsluiter geeft beperkingen aan bij zwangerschap en borstvoeding. Er is nog weinig over bekend of gebruik van loperamide tijdens de zwangerschap schadelijk is. Loperamide komt in kleine hoeveelheden in de moedermelk terecht, waardoor gebruik tijdens de borstvoedingsperiode gecontraïndiceerd is.
Loperamide werd ontwikkeld door Janssen Pharmaceutica.
De stof is opgenomen in de lijst van essentiële geneesmiddelen van de WHO.

## Contra-indicaties
- Indien remming van de peristaltiek beslist vermeden moet worden, zoals bij subileus, megacolon,  toxisch megacolon en bij bepaalde vergiftigingen. De loperamide behandeling moet onmiddellijk  worden onderbroken wanneer obstipatie, harde buik of subileus zich ontwikkelen.
- Als primaire therapie bij: 
  - acute dysenterie, welke wordt gekenmerkt door bloed in de ontlasting en hoge koorts.
  - patiënten met bacteriële enterocolitis veroorzaakt door invasieve organismen zoals Salmonella, Shigella en Campylobacter.
- Colitis ulcerosa actua of colitis pseudomembranacea die geassocieerd is met breed-spectrum antibiotica.
- Kinderen onder de 6 jaar, zeker kinderen onder de 2 jaar.[1]
- Bekende overgevoeligheid voor loperamide of een van de andere bestanddelen van de capsule.[2]

## Ongewenste effecten en bijzondere voorzorgen
- Loperamide kan gevaarlijk zijn bij diarree van bacteriële oorsprong, vooral bij jonge kinderen
- Paralytische ileus[3] en urineretentie, vooral bij kinderen onder de 6 jaar
- Zodra de ontlasting vaster wordt of zodra langer dan 12 uur geen ontlasting meer heeft plaatsgevonden de toediening staken.[4]

## Overdosering
Overdosering met loperamide kan aanleiding geven tot een onderdrukking van het centrale zenuwstelsel hetgeen kan resulteren in een verminderd bewustzijn, ongecoördineerde bewegingen, slaperigheid, pupilvernauwing, verhoogde spierspanning en ademhalingsstoornissen. Jonge kinderen, bij wie de bloed-hersenbarrière nog niet volledig ontwikkeld is, zijn hier gevoeliger voor dan volwassenen. Ook kunnen darmverstopping en moeilijk urineren voorkomen.
Bij overdosering met extreem hoge concentraties werden ernstige hartproblemen gerapporteerd (verlenging van het QT-interval, torsades de pointes, andere ernstige ventriculaire ritmestoornissen, hartstilstand en syncope).
De symptomen van overdosering kunnen behandeld worden door (herhaalde) toediening van de opioïde antagonist naloxon.